# 아차노
아차노(이탈리아어: Acciano)는 이탈리아 아브루초주 라퀼라도에 있는 코무네이다. 이 작은 중세풍의 마을은 수베콰나 (Subequana) 계곡에 있다.
이 마을은 이탈리아에서 높은 질의 몬테풀차노 와인을 생산하는 것으로 잘 알려져 있다.